# Leptotila
Leptotila – rodzaj ptaków z podrodziny gołębi (Columbinae) w rodzinie gołębiowatych (Columbidae).

## Zasięg występowania
Rodzaj obejmuje gatunki występujące w Ameryce.

## Morfologia
Długość ciała 22,5–33 cm; masa ciała 96–205 g.

## Systematyka

### Etymologia
- Leptotila (Leptoptila, Leptophila): gr. λεπτος leptos „smukły”; πτιλον ptilon „pióro”[10].
- Homoptila: gr. ὁμοιος homoios „jak, podobny”; πτιλον ptilon „pióro”[11]. Gatunek typowy: Homoptila decipiens Salvadori, 1871 (= Leptotila verreauxi Bonaparte, 1855).
- Engyptila: gr. εγγυς engus „prawie, jak”; πτιλον ptilon „pióro”[12]. Nowa nazwa dla Leptotila Swainson, 1837.
- Aechmoptila: gr. αιχμη aikhmē „włócznia”; πτιλον ptilon „pióro”[13]. Gatunek typowy: Columba jamaicensis Linnaeus, 1766.

### Podział systematyczny
Do rodzaju należą następujące gatunki:
- Leptotila verreauxi Bonaparte, 1855 – gołębik białosterny
- Leptotila jamaicensis (Linnaeus, 1766) – gołębik duży
- Leptotila cassini Lawrence, 1867 – gołębik szaropierśny
- Leptotila conoveri J. Bond & Meyer de Schauensee, 1943 – gołębik kolumbijski
- Leptotila ochraceiventris Chapman, 1914 – gołębik ochrowy
- Leptotila plumbeiceps P.L. Sclater & Salvin, 1868 – gołębik siwogłowy
- Leptotila rufaxilla (Richard & Bernard, 1792) – gołębik szaroczelny
- Leptotila wellsi (Lawrence, 1884) – gołębik grenadyjski
- Leptotila pallida von Berlepsch & Taczanowski, 1884 – gołębik blady
- Leptotila megalura P.L. Sclater & Salvin, 1879 – gołębik białolicy